# أناندا مارغا

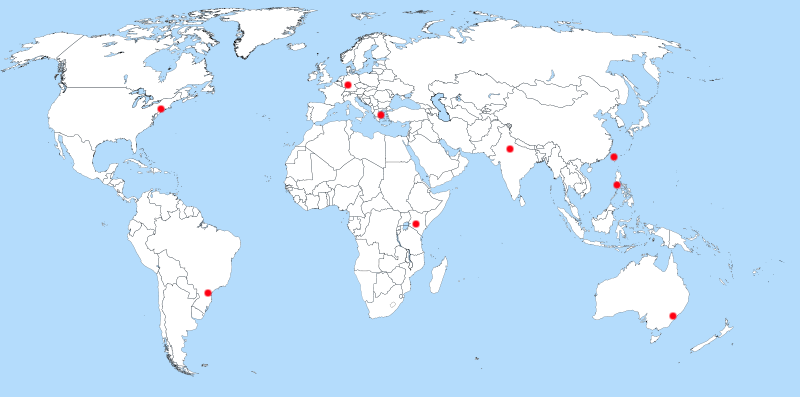
المراكز الرئيسية التسع للأناندا مارغا حول العالم

أناندا مارغا (طريق السعادة) (بالإنجليزية: Ananda Marga أو Ananda Marga Pracaraka Samgha أو AMPS)‏ هي حركة اجتماعية روحية لتعليم اليوغا، شعارها تطوير الذات وخدمة الإنسانية.
تأسست أناندا مارغا عام 1955 في بيهار بالهند على يد المعلم والقائد الروحي برابهات رانجان ساركار (المعروف بـ شري شري أناندا مورتي) (1921-1990). تتبنى هذه المدرسة فلسفة حياتية روحية اجتماعية فريدة. وقد جذبت ملايين المريدين الروحيين، حيث أنها قد انتشرت في غالبية دول العالم. تقدم أناندا مارغا تعاليمها عن طريق معلميها (أشاريا) وهم رهبان وراهبات كرسوا انفسهم لاكتشاف جوهر الحياة والكون ولخدمة البشر وحتى باقي الخلق.

## وصلات خارجية
- الصفحة الرئيسية للأناندا مارغا